# Criophthona ecista
Criophthona ecista là một loài bướm đêm trong họ Crambidae.